# 볼프강 크룰
볼프강 크룰(영어: Wolfgang Krull, 1899년 8월 26일 ~ 1971년 4월 12일)은 독일의 수학자다. 가환대수학에 공헌하였으며, 이 분야에 기초적인 개념들을 정의하였다.

## 같이 보기
- 국소환
- 사유한군
- 크룰 차원